# Karl von Müller
Karl Friedrich Max von Müller (Hannover, 16 giugno 1873 – Braunschweig, 11 marzo 1923) è stato un militare tedesco, ufficiale della marina imperiale (Kaiserliche Marine) e particolarmente noto per il suo comando dell'incrociatore leggero SMS Emden durante le fasi iniziali della prima guerra mondiale.

## Biografia
Nato ad Hannover e figlio di un colonnello dell'esercito prussiano veterano della guerra franco-prussiana, dopo gli studi al ginnasio della sua città natale e di Kiel entrò all'accademia militare dell'esercito di Plön, ma nel 1891 chiese il trasferimento alla marina militare; dopo il servizio sulla nave scuola Stosch e sulla fregata a vela Gneisenau, nell'ottobre del 1894 ottenne la promozione a tenente e un incarico prima sulla corazzata SMS Baden e poi sulla gemella SMS Sachsen. Promosso sottotenente di vascello (Oberleutnant zur See), fu poi assegnato per due anni alla cannoniera Schwalbe, dislocata nella colonia dell'Africa Orientale Tedesca; fu durante questo periodo che Müller contrasse la malaria, i cui postumi lo afflissero per il resto della sua vita.
Tornato in Germania nel 1900, ebbe alcuni incarchi a terra prima di diventare secondo ufficiale di artiglieria sulla nave da battaglia SMS Kaiser Wilhelm II; in seguito Müller fu assegnato allo staff del principe Enrico di Prussia, fratello del kaiser Guglielmo II, e grazie al suo ottimo servizio fu promosso nel dicembre del 1908 al grado di capitano di corvetta (Korvettenkapitän) e destinato allo stato maggiore della marina militare a Berlino, dove destò positiva impressione al großadmiral Alfred von Tirpitz. Nel maggio del 1913 Müller ottenne il suo primo (e unico) comando di un'imbarcazione quando fu assegnato alla guida dell'incrociatore leggero SMS Emden: l'unità era di base nel porto di Tsingtao, colonia tedesca lungo la costa della Cina, assegnata alla Ostasiengeschwader ("Squadra dell'Asia orientale") del vice ammiraglio Maximilian von Spee. Müller ottenne una certa notorietà per le sue azioni contro i ribelli cinesi lungo il Fiume Azzurro e a Nanchino, venendo insignito dell'onorificenza dell'Ordine della Corona e ottenendo al promozione a capitano di fregata (Fregattenkapitän).

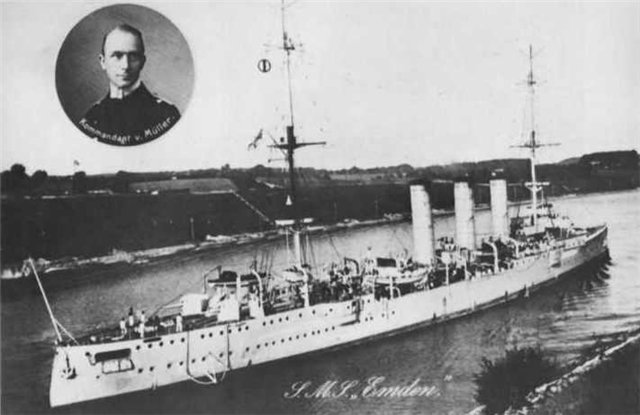
Cartolina commemorativa dell'incrociatore con, nel tondo, la foto di Müller.

Ai primi di agosto del 1914, al momento della dichiarazione di guerra della Germania contro Francia e Impero russo, lo Emden si trovava come sempre di base a Tsingtao, e Müller salpò subito per intraprendere azioni contro il traffico nemico; il 4 agosto il capitano ottenne il suo primo successo facendo prigioniero il piroscafo russo Rjazan al largo delle coste meridionali della Corea. L'entrata in guerra del Regno Unito e poi del Giappone rese insostenibile la posizione tedesca nell'area dell'oceano Pacifico: l'ammiraglio Spee decise quindi di lasciare l'area e di fare rotta per le acque del Sud America, da dove sperava di riguadagnare la via per rientrare in Germania; Müller espresse dubbi sulla riuscita di un simile piano, e chiese invece di essere distaccato per agire come corsaro indipendente nelle acque dell'oceano Indiano, ottenendo l'assenso di Spee.
Dopo aver attraversato la catena di isole dell'Indonesia, il 5 settembre 1914 lo Emden entrò nel golfo del Bengala, ottenendo una completa sorpresa: muovendosi lungo le rotte che collegavano i porti di Singapore, Colombo e Aden, Müller attaccò ripetutamente il traffico mercantile britannico, percorrendo un totale di circa 30.000 miglia nautiche (56.000 chilometri) e catturando e affondando 17 mercantili per un totale di 70.825 tonnellate di stazza lorda. Nelle sue azioni contro il traffico civile Müller si attenne scrupolosamente alle regole del diritto internazionale in materia di guerra in mare: gli equipaggi furono evacuati dalle navi prima che queste fossero affondate, trattati con rispetto e inviati a terra incolumi alla prima occasione utile; la correttezza della condotta di Müller fu riconosciuta dagli stessi prigionieri. Müller non esitò a compiere anche scorrerie contro le installazioni costiere: il 22 settembre lo Emden bombardò i depositi di carburante del porto di Madras, mentre il 28 ottobre seguente penetrò nel porto di Penang e vi affondò l'incrociatore russo Žemčug e il cacciatorpediniere francese Mousquet.
Il 9 novembre 1914 lo Emden compì un'incursione contro una stazione radio britannica alle isole Cocos, ma fu qui sorpreso dall'incrociatore australiano HMAS Sydney: dopo un serrato duello il Sydney, dotato di cannoni più potenti, fu infine in grado di infliggere gravi danni all'incrociatore tedesco, che Müller fece deliberatamente incagliare sulla spiaggia dell'isola di North Keeling per permettere ai superstiti dell'equipaggio di mettersi in salvo. Müller fu fatto prigioniero dagli australiani, e portato con i suoi uomini in un campo per prigionieri di guerra nell'isola di Malta.
L'8 ottobre 1916 il capitano fu separato dai suoi uomini e inviato in un campo per ufficiali prigionieri presso Sutton Bonington, in Inghilterra; nel 1917 guidò un tentativo di evasione ma fu ricatturato. Il clima inglese aggravò le condizioni di salute di Müller, mai del tutto guarito dalla malaria, e nell'ottobre del 1918 fu inviato nei neutrali Paesi Bassi nell'ambito di uno scambio di prigionieri di guerra tra Germania e Regno Unito; per le sue azioni di guerra nell'oceano Indiano Müller ottenne la promozione a capitano di vascello (Kapitän zur See) e la Pour le Mérite, la massima onorificenza dell'Impero tedesco. Müller si congedò dalla marina nel 1919 a causa delle sue precarie condizioni di salute, ritirandosi a vita privata nella sua casa di Braunschweig; al contrario di altri suoi subordinati, si rifiutò sempre di raccogliere in un libro i ricordi delle sue azioni di guerra. Il 25 giugno 1920 si sposò con Jutta von Hanstein, da cui ebbe le figlie Elfriede (1921) e Karla (1923); fervente nazionalista, venne eletto alle elezioni parlamentari del Libero Stato di Brunswick per il Partito Popolare Nazionale Tedesco.
Karl Müller morì l'11 marzo 1923 a Braunschweig, all'età di 49 anni, indebolito dai continui attacchi malarici.